# 埃爾萊昂西托國家公園

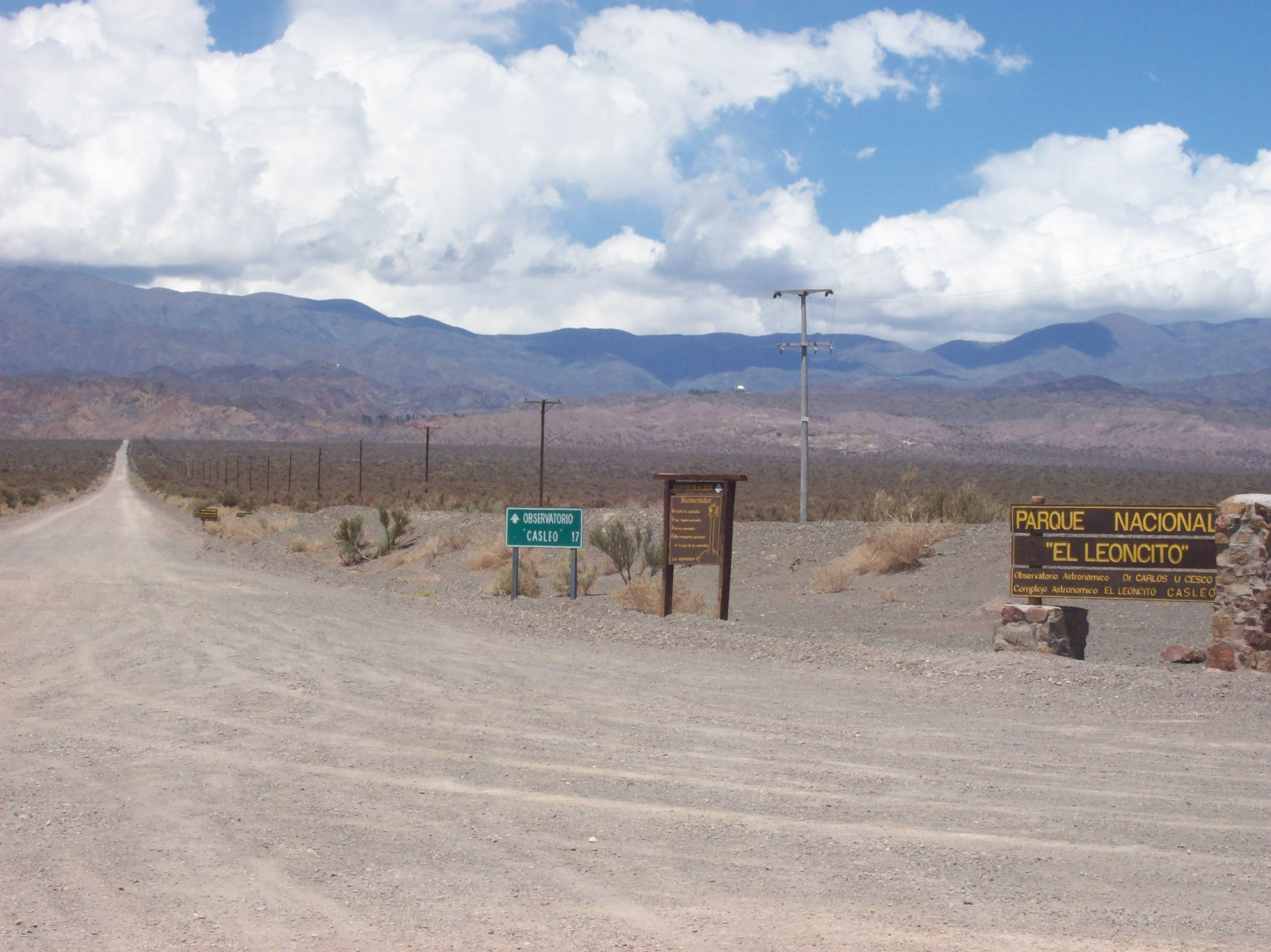

埃爾萊昂西托國家公園（西班牙語：Parque nacional El Leoncito）是阿根廷聖胡安省的國家公園，位於該國西北部，面積760平方公里，成立於2002年10月15日，每年平均降雨量約200毫米。

## 外部連結
- Administración de Parques Nacionales - Argentina's National Park Administration (in Spanish)